# Canosa di Puglia
Ne pas confondre avec Canossa.
Pour les articles homonymes, voir Canossa (homonymie).
Canosa di Puglia est une ville italienne d'environ 29 580 habitants, située dans la province de Barletta-Andria-Trani dans les Pouilles, en Italie méridionale.
Canosa possède de nombreux sites archéologiques et est l'une des plus anciennes cités des Pouilles.

## Géographie

### Géographie physique
Canosa se dresse à quelques kilomètres de la rive droite du fleuve Aufide et à une vingtaine de kilomètres de la Mer Adriatique, sur une plaine des contreforts du plateau des Murge (entre 105 et 140 m au-dessus du Niveau de la mer). Le versant sur lequel a été édifiée la ville est essentiellement argileux et sableux en surface ; ce sol recouvre une couche calcaire (le « calcaire de Gravina ») qui constitue à son tour un tuf friable de couleur blanc-jaunâtre typique.
Cette caractéristique morphologique a permis la construction souterraine des grottes artificielles, l'interconnexion des gouffres préexistants (utilisés au XIXe siècle comme cantine), sans compter la création d’hypogées. Le matériau calcaire (tuf) extrait des carrières a servi, et sert toujours à la construction d'édifices en surface.
Il y a d'intenses phénomènes d'assèchement des terrains dus au drainage des couches superficielles pour la mise en culture de nouvelles terres. En outre, il y a des risques de fontis dus à la présence de cavités et de galeries souterraines typiques des karsts. Le patrimoine immobilier de la commune de Canosa est considéré à haut risque. Ces dernières années, on a constaté de nombreux écroulements et tassements, des effondrements et la fissuration de rues et de maisons.
Le territoire alentour est une plaine qui s'étend vers le sud jusqu'au versant des Murge, vers l'ouest jusqu'à la vallée de l'Aufide (et même aux confins de la province). Les Lacs du Rendina et de Locone contribuent à la fertilité de ces vastes étendues (150 km²).
Canosa fait partie du Parc naturel régional de l’Aufide.

### Climat
Canosa jouit d'un climat méditerranéen typique, particulièrement tiède et confortable en période printanière et automnale, mais marqué par des hivers frais et des étés tièdes.
Les températures moyennes mensuelles se ressentent fortement de l'influence du climat contrasté et variable : des 7,7 °C du mois de janvier, aux 24,9 °C du mois d’août. Les précipitations annuelles sont de l'ordre de 547 mm d'eau, distribués surtout sur la période de septembre à avril.
| Mois                              | jan. | fév. | mars | avril | mai  | juin | jui. | août | sep. | oct. | nov. | déc. |
| --------------------------------- | ---- | ---- | ---- | ----- | ---- | ---- | ---- | ---- | ---- | ---- | ---- | ---- |
| Température minimale moyenne (°C) | 4,1  | 4,3  | 6    | 8,4   | 12,3 | 16,2 | 18,8 | 19   | 16,2 | 12,3 | 8,5  | 5,6  |
| Température maximale moyenne (°C) | 11,4 | 12,4 | 14,9 | 18,5  | 23,3 | 27,7 | 30,7 | 30,7 | 26,8 | 21,4 | 16,5 | 12,9 |
| Précipitations (mm)               | 52   | 58   | 46   | 43    | 39   | 30   | 22   | 26   | 49   | 61   | 62   | 60   |
| Humidité relative (%)             | 76,6 | 75,1 | 73,5 | 71,1  | 68,7 | 64,2 | 60,2 | 61,3 | 68,3 | 74,4 | 76,5 | 77   |

- Classification climatique de Canosa[5]:
  - Zone climatique C;
  - Degré jour 1187.

## Histoire
Canosa di Puglia était dans l'Antiquité la cité de Canusium. On y a retrouvé un document épigraphique exceptionnel, l'album de Canusium qui donnait la liste des patrons et des décurions de la cité en 223.

## Monuments et patrimoine

### Le château

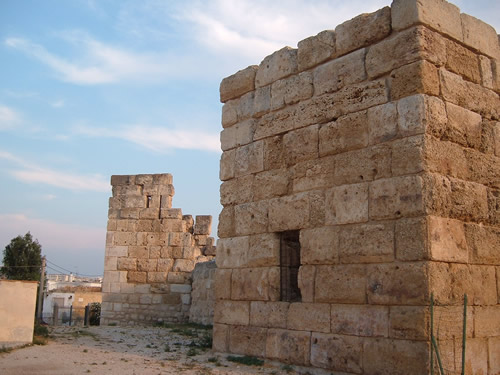
Le « Château » de Canosa.

Le « château » est en fait l’acropole de la cité antique de Canusium (Castrum canus). Les trois grosses tours sont les ruines de la citadelle située au sommet de la colline surplombant la vallée Ofantine. D'abord sanctuaire antique puis forteresse pré-romaine faite de blocs de tuf, les princes de Grimaldi la reconstruisirent dans le même matériau. Les derniers maîtres de l'endroit (de 1856 à 1948), furent les princes de Canosa Capece Minutolo de Naples.
L'érosion des moellons qui forment les remparts et la variété des couleurs témoignent du passage des différentes civilisations qui, à toutes les époques, ont agrandi ou préservé la structure. La citadelle a enfin été touchée par les bombardements dévastateurs de la Seconde Guerre mondiale.
Accrochée aux flancs pentus de l’acropole, la vieille ville a tracé ses ruelles étroites et ses escaliers. Au sud, à la base de la colline, se trouvent les vestiges de l'amphithéâtre romain.

### L’hypogée et les catacombes
Canosa abrite un ancien hypogée (dont l'essentiel est probablement encore inaccessible), d'abord creusé par les Dauniens comme catacombes païennes, où l'on célébrait des rite funéraires qui témoignent de l'éclat d'une civilisation qui se développa du VIIe millénaire av. J.-C. au IIe siècle. L'inhumation dans ces tombes se poursuivit à l'époque romaine. Outre le cadavre (souvent accroupi en position fœtale), les tombes contiennent des effets personnels entassés dans des urnes ou déposées dans des niches. Au fil des années, cependant, plusieurs de ces artefacts (et sans doute la précieuse bijouterie d'or et de bronze, les céramiques antiques à figures rouges et les askoï) ont disparu par l'action des pilleurs de tombes. Beaucoup de ces caves sont ornées de fresques représentant le passage allégorique du défunt vers les Enfers (dedutio inferos). Les plus belles catacombes sont celles de Cerbère, de Lagrasta, de Boccaforno et de l’Hoplite. Les autres œuvres retrouvées sont à présent exposées au musée local.

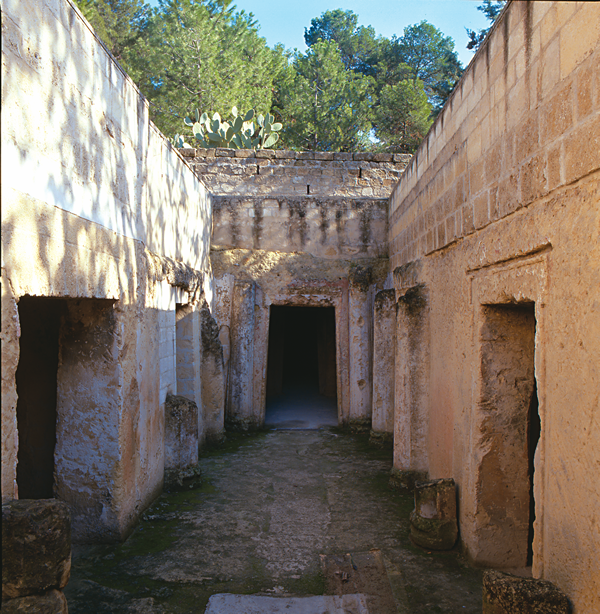
Les catacombes de l’hypogée Lagrasta.

Non loin de la ville, enterrée sous des couches d'argile, repose la nécropole de Santa Sofia. Creusée au IVe siècle par les premiers Chrétiens, elle a repris un site fréquenté dès les premières persécutions contre les Chrétiens. Dégagée vers 1960, elle est toujours en cours de restauration.

### La basilique de San Leucio

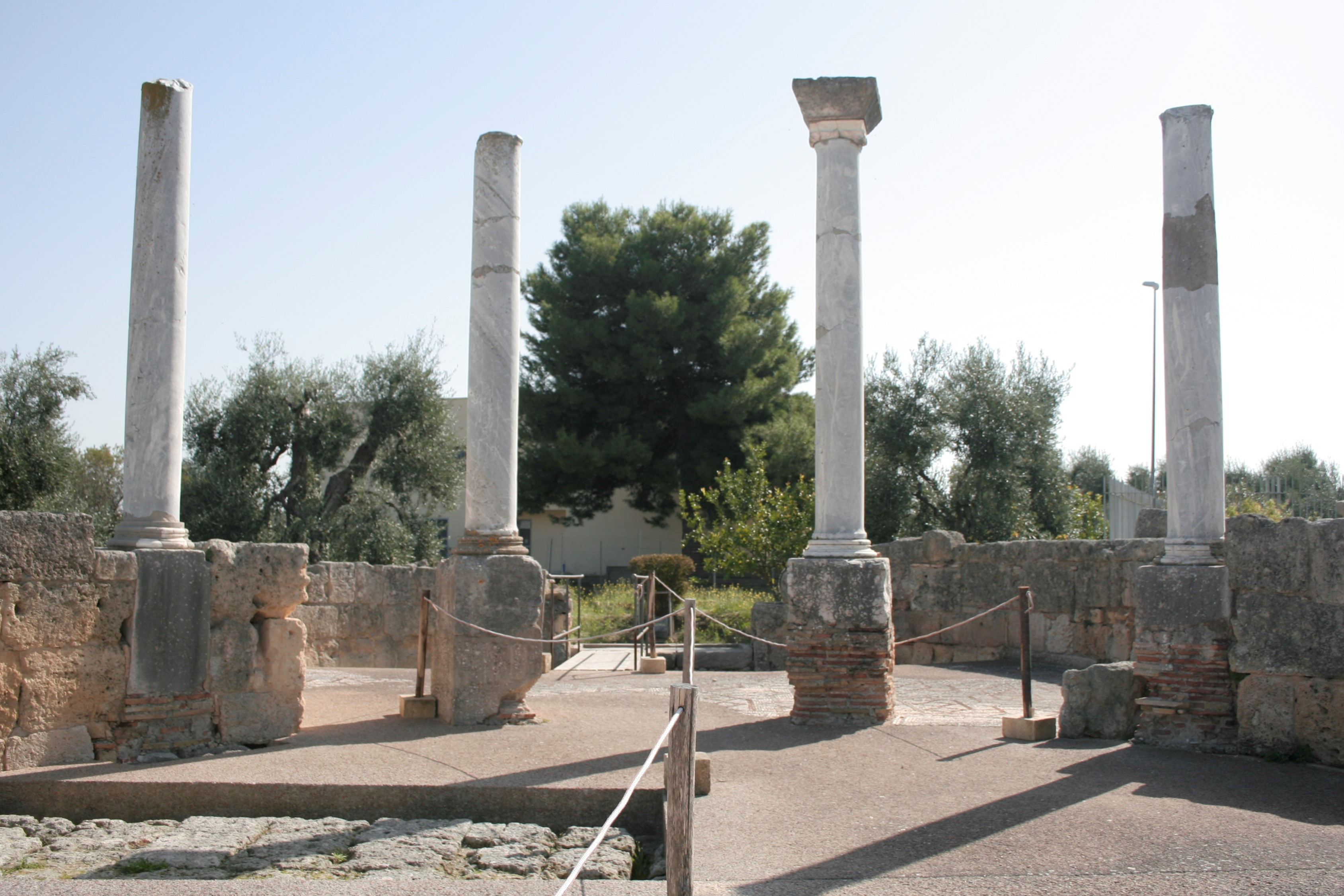
Ruines de la basilique San Leucio.

La basilique de San Leucio offre l'un des plus beaux exemples d'architecture chrétienne des Pouilles. Ce temple païen probablement consacré à Minerve jusqu'au IIe siècle, devint vers le IVe siècle une basilique chrétienne. Cette structure résulte de la fusion des cultures de Grande-Grèce et Italiotes avec une cella vouée au culte, encadrée de deux grands vestibules, aux mosaïques polychromes, aux chapiteaux maçonnés en tuf et aux colonnes doriques – ioniques peintes. La basilique chrétienne primitive de San Leucio a été édifiée à l'emplacement d'un temple d’Époque hellénistique. Sa construction a repris les murs, les colonnes et les chapiteaux existants. L'édifice est à plan carré à gigogne : les murs extérieurs (un carré de 50 m de côté) est flanqué d'un exèdre de chaque côté, et contient lui-même un carré concentrique, flanqué d'exèdres à colonnade. L’architecture de la basilique est d’inspiration orientale, avec une prédilection pour les grands murs rehaussés de couleurs. Au IXe siècle, une chapelle a été construite dans la continuité de l'abside pour la célébration des obsèques.

### La basilique de San Pietro
La basilique de San Pietro, la première cathédrale de l'ère chrétienne, devint le sanctuaire de Saint Sabin († 556), le patron de Canosa. Ce complexe à trois nefs, doté d'une abside et du narthex de saint Pierre, est précédé d'un grand portique-atrium. Alentour, on peut voir un corps de logis avec un grand four en brique pour cuisiner et une domus, qui fut sans doute la résidence des évêques ; puis les différents éléments d'un cimetière : un mausolée, le sépulcre de l'évêque Sabin, avec des mosaïques et des chapiteaux dorico-ioniques. Depuis 2001, tout ce secteur fait l'objet de fouilles systématiques menées par l’Université de Foggia et l’Université de Bari.

### Le baptistère de San Giovanni
Le centre de cet édifice dodécagonal abritait des fonts baptismaux en heptagone. Les décors étaient pour l'essentiel en marbre blanc et en tuf. Les colonnes supportant la voûte en berceau ont été endommagées au fil des siècles, la mosaïque dorée qui les recouvraient ayant disparu. Quatre chapelles dodécagonales tournées vers les points cardinaux, forment une structure en croix grecque. Dans les années 1800, le baptistère servit de moulin ; néanmoins, cet fonction n'a pas porté préjudice au statut de l’édifice, qui depuis 2001 fait l'objet de recherches à l’initiative de l'Université de Foggia. Récemment, sous le baptistère, on a dégagé deux niveaux distincts d'une église chrétienne primitive.

### Le temple de Jupiter taurin

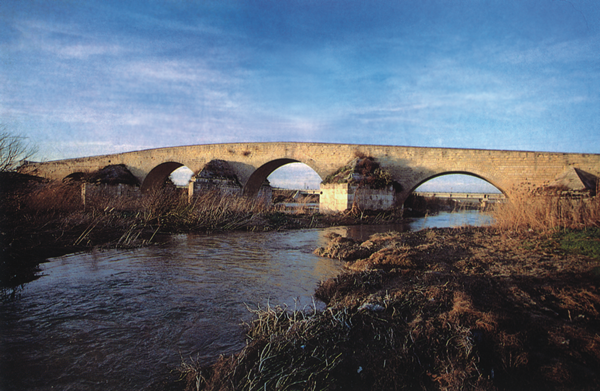
Le pont romain sur l'Aufide.

Le temple romain périptère de Jupiter taurin, aux escaliers en brique, comporte six colonnes le long des côtés courts et dix le long des deux autres. Il doit son nom à la statue de Zeus mise au jour lors des fouilles de 1978.

### Autres sites archéologiques
Parmi les autres monuments, il faut mentionner le pont romain sur l'Aufide (Ier siècle de notre ère), qui prolonge la Voie Trajane et qui servit à la circulation jusque dans les années 1970. Il a été reconstruit au Moyen Âge, puis restauré de nouveau en 1759. Les voûtes en plein cintre, d'inégale ouverture, sont séparées par des piles en colonnes coiffées de têtes de pique.
Les plus célèbres monuments sont la tour et les mausolées de Casieri Bagnoli et de Barberousse, et l'arc de triomphe de Caius Terentius Varro (le consul romain sorti indemne à la Bataille de Cannes), appareillés en opus latericium et en opus reticulatum. Les trois premiers sites conservent les corps de certains officiers tués durant cette bataille.
Enfin, les thermes romains (Ferrare et Lomuscio) du centre-ville ont été découverts dans les années 1950. Leurs absides sont ornées de belles mosaïques.

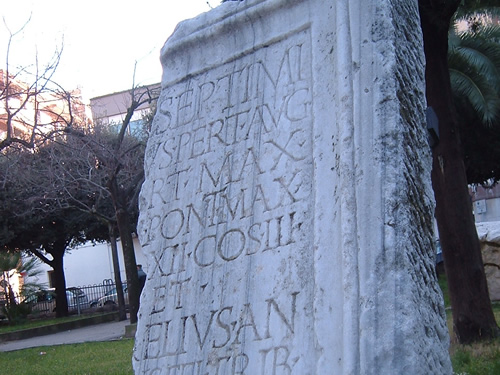
Inscription latine du lapidarium.

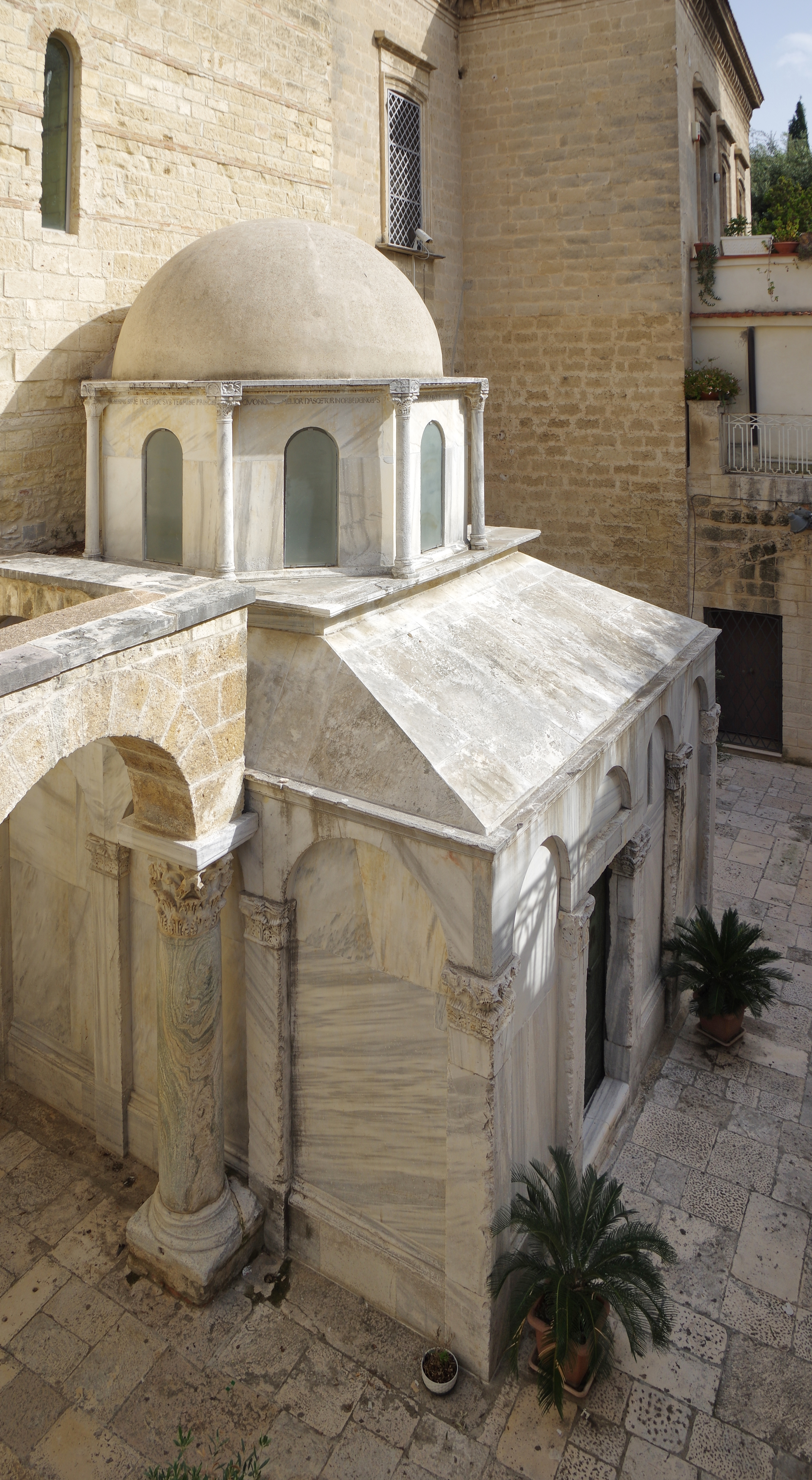
Le mausolée de Bohémond de Tarente.

## Administration
| Période                                  | Période  | Identité          | Étiquette | Qualité   |
| ---------------------------------------- | -------- | ----------------- | --------- | --------- |
| 2002                                     | 2007     | Francesco Ventola | FI        | Comptable |
| 2007                                     | En cours | Francesco Ventola | FI        | Comptable |
| Les données manquantes sont à compléter. |          |                   |           |           |

### Hameaux
Loconia

### Communes limitrophes
Andria, Barletta, Cerignola (FG), Lavello (PZ), Minervino Murge, San Ferdinando di Puglia

## Personnalités nées à Canosa di Puglia
- Saint Sabin (461-566), évêque et saint patron de la ville.
- Bohémond de Tarente (1050 ? - 1111), chevalier de la Première Croisade est inhumé à Canosa.
- Stefania Sansonna (1982-), volleyeuse.
- Gaetano Castrovilli (1997-), footballeur italien.

## Jumelages
- Torremaggiore(FG)
- Dubrovnik
- Grinzane Cavour(TO)